# Rouvas
Rouvas (in greco Ρούβας?) è un ex comune della Grecia nella periferia di Creta (unità periferica di Candia) con 2 324 abitanti secondo i dati del censimento 2001.
È stato soppresso a seguito della riforma amministrativa, detta Programma Callicrate, in vigore dal gennaio 2011 ed è ora compreso nel comune di Gortyna.